# Getskär
För andra betydelser, se Getskär (olika betydelser).
Getskär är en strand och badplats i Stora Höga 7 km söder om Stenungsund. Getskärs badplats är välbesökt under somrarna. Våren 2007 byggdes ett antal sjöbodar runt den lilla båthamnen. Antalet båtplatser har även utökats under våren 2007 och nu ligger ett hundratal båtar där. En liten kiosk är öppen ibland under sommartid när det är fint väder.
Badplatsen har klippor, badbrygga, kiosk och toalett samt långgrund sandstrand för barn.
Utanför Getskärs kust ligger några småholmar.